# Martina Kramers
Martina Gezina Kramers (Veur (bij Leidschendam), 24 juni 1863 - Apeldoorn, 15 oktober 1934) was bestuurslid van vrouwenorganisaties, de Nieuw-Malthusiaanse Bond, SDAP-afdelingen en esperantistenverenigingen. Zij was de dochter van Johannes Henderik Kramers, onderwijzer, en Margaretha Anna Hoogklimmer.

## Maatschappelijk betrokken
Vanaf haar vijftiende volgde ze een opleiding voor onderwijzeres in Arnhem en ze werd na een korte periode in het onderwijs privé-onderwijzeres. Met Marie Rutgers-Hoitsema richtte zij in 1895 de Rotterdamse Vereeniging ter Behartiging van de Belangen der Vrouw op. Ze deed dit als verzet tegen de afwijzing door de Vereeniging voor Vrouwenkiesrecht om behalve voor kiesrecht ook voor de verbetering van de maatschappelijke toestand van vrouwen te strijden. Kramers zat tussen 1895 en 1913 in het bestuur van de 'Behartiging'. Van 1903 tot 1919 was zij hoofdbestuurslid van de Vereeniging voor Vrouwenkiesrecht. Van 1899 tot 1913 was zij lid van het hoofdbestuur van de Nieuw-Malthusiaanse Bond (NMB).

## Internationaal

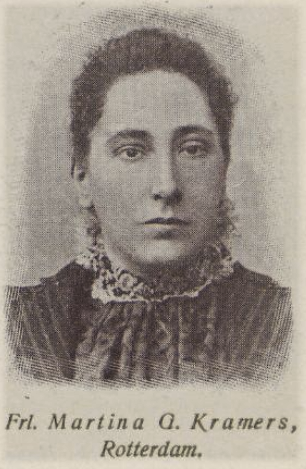
Martina G. Kramers (1904)

Haar grote talenkennis, zij las twaalf talen en sprak er acht, kwam goed van pas als afgevaardigde naar internationale congressen. In 1898 pleitte zij op de Nationale Tentoonstelling van Vrouwenarbeid voor de oprichting van een Nationale Vrouwenraad. Een jaar later werd de Nationale Vrouwenraad opgericht met Kramers als eerste secretaresse en Rutgers-Hoitsema als vicepresidente. In 1904 werd Martina Kramers gekozen in het bestuur van de Internationale Vrouwenraad en een jaar later nam ze zitting in de Wereldbond voor Vrouwenkiesrecht.

## Publicaties
Kramers was redacteur van het Engelstalige blad van de Wereldbond, Ius Suffragii. Ze vertaalde feministische werken als Het ontwaken der Vrouw en De rol der vrouw in de evolutie der menschheid, van Frances Swiney. Ook verzette zij zich tegen de dubbele moraal op seksueel gebied. Zo bekritiseerde zij vrouwen die een huwelijk aangingen uit financiële berekening. Zelf voelde ze zich gedwongen om een 'vrije' verbintenis aan te gaan, doordat de echtgenote van haar beminde niet wilde toestemmen in een scheiding. Deze houding maakte haar functie in de Wereldbond omstreden. Ook Kramers' toetreden tot de SDAP in 1911 bemoeilijkte haar positie in de vrouwenbeweging.
In 1923 werd ze gekozen in de Apeldoornse gemeenteraad met de portefeuille Onderwijs. Tot op hoge leeftijd gaf Kramers Esperanto-les aan jeugdige belangstellenden.
- St. Coit - Buurtvereenigingen een middel tot hervorming der maatschappij (Rotterdam 1896; vertaling)
- De Nationale Vrouwenraad van Canada: een belangrijk voorbeeld (1898)
- Lady Ishbel Aberdeen, de presidente van den Internationalen Vrouwenraad (1899)
- Die Geschichte der Frauenbewegung in Holland in: H. Lange, G. Bäumer (red.), Handbuch der Frauenbewegung. I. Teil. Die Geschichte der Frauenbewegung in den Kulturländern (Berlin 1901, 211-24)
- Frances Swiney. Het ontwaken der vrouw of de rol der vrouw in de evolutie der menschheid (Almelo, Hilarius Wzn, 1902; vertaling)
- De inrichting van het Nederlandsch Comité voor Algemeen Kiesrecht in: De Nieuwe Tijd(1903, 703-7)
- Ch. Perkins Gilman. Over kinderen (Haarlem, Tjeenk Willink & Zoon, 1904 ; vertaling)
- De plaats der vrouw in maatschappij en staat (1908)
- De groei der beweging voor vrouwenkiesrecht (1909)
- Het huwelijk als kostwinning in: Moederschap / seksueele ethiek (Almelo 1913. 117-20 )
- Het volkspetitionnement voor grondwettelijke gelijkstelling van man en vrouw in: De Nieuwe Tijd (1914, 215-23)
- Vrouwenbeweging, vrouwenkiesrecht en grondwetsherziening. Studie voor de Rotterdamse Sociaaldemokratiese Studieklub (Rotterdam 1916)
- 25 jaren vrouwenkiesrechtstrijd in: Gedenkboek bij het 25-jarig bestaan van de Vereeniging voor Vrouwenkiesrecht, 1894-1919 (Amsterdam 1919, 26-38)
- M. Cohen Tervaert-Israëls, dr. J. Rutgers, G. Kaptein-Muysken, Wilhelmina Drucker, Ch. Carno-Barlen, Est. H. Hartsholt-Zeehandelaar, Titia van der Tuuk, Martina G. Kramers, C. C. A. De Bruine-Van Dorp, Lodewijk van Mierop, Mr. S. Van Houten, J. C. De Bruijne - Moederschap: sexueele ethiek (Brochure uitgegeven door het Nationaal Comité voor Moederbescherming en Sexueele Hervorming)
- Eenige onzer pioniersters die zijn heen gegaan in: idem, 60-4
- Bijdrage aan: Gedenkboek ter gelegenheid van het vijf en twintig-jarig bestaan van de Sociaal-Democratische Arbeiderspartij in Nederland (Amsterdam 1919, 52)
- Moeten de vrouwen een eigen partij in de staat vormen? (1919)
- Een nieuwe bijdrage tot de beschouwing van het bevolkingsvraagstuk in: De Socialistische Gids (1924, 894-901)
- Wat wil het nieuw-malthusianisme? (Amsterdam, 1925)
- Bijdragen aan tal van tijdschriften, waaronder De Amsterdammer, Het Gelukkig Huisgezin (orgaan van de NMB), De Gids, Ius Suffragii, Maandblad van de Vereeniging van Staatsburgeressen, Maandblad van de Vereeniging voor Vrouwenkiesrecht, Sociaal Weekblad en Vragen van den Dag